# Glenwood (Alabama)
Pour les articles homonymes, voir Glenwood.
Glenwood est une ville du comté de Crenshaw située dans l'État d'Alabama, aux États-Unis,.
En 1896, la ville est fondée lorsqu'une ligne ferroviaire est construite dans la région. Elle se développe avec le trafic ferroviaire, un hôtel puis un bureau de poste sont construits. Puis une école est installée en 1905. La ville est incorporée en 1907.
Le poète américain Elbert Calvin Henderson ainsi que Hoyt Corkins (en), joueur professionnel de poker, sont originaires de Gllenwood.

## Démographie
| 1910 | 1920 | 1930 | 1940 | 1950 | 1960 | 1970 | 1980 |
| ---- | ---- | ---- | ---- | ---- | ---- | ---- | ---- |
| 336  | 386  | 429  | 393  | 413  | 416  | 378  | 341  |

| 1990 | 2000 | 2010 | - | - | - | - | - |
| ---- | ---- | ---- | - | - | - | - | - |
| 208  | 191  | 187  | - | - | - | - | - |

## Source de la traduction
- (en) Cet article est partiellement ou en totalité issu de l’article de Wikipédia en anglais intitulé « Glenwood, Alabama » (voir la liste des auteurs).